# Air Kazakhstan
Air Kazakhstan war eine staatliche kasachische Fluggesellschaft mit Sitz in Almaty.

## Geschichte
Air Kazakhstan wurde am 8. Oktober 1996 als Kazakhstan Airways gegründet, wechselte aber den Namen später in Air Kazakhstan und nahm ihren Flugbetrieb am 10. März 1997 auf. Mit Stand von 2001 hieß die Gesellschaft Air Kazakstan.

### Insolvenz
Am 29. Februar 2004 war die Gesellschaft insolvent. Im April 2004 wurde sie von einem örtlichen Gericht für bankrott erklärt. Nachfolger als staatliche Fluggesellschaft wurde Air Astana.

## Ziele
Air Kazakhstan führte nationale und internationale Flüge vom Flughafen Almaty durch.

## Flotte
Bis zur Einstellung des Flugbetriebs im Februar 2004 bestand die Flotte der Air Kazakhstan aus 30 Flugzeugen:
- 12 Antonow An-24
- 02 Iljuschin Il-86
- 01 Tupolew Tu-134A
- 07 Tupolew Tu-154B
- 08 Jakowlew Jak-40

## Zwischenfall
- Air Kazakhstan war ursächlich an einem schwerwiegenden Flugunfall in der Luft beteiligt: Am Abend des 12. November 1996 kollidierte eine Iljuschin Il-76 der Air Kazakhstan (Luftfahrzeugkennzeichen UN-76435) mit 27 Passagieren und 10 Besatzungsmitgliedern an Bord  mit einer Boeing 747-168B der Saudi Arabian Airlines (HZ-AIH) über dem Dorf Charkhi Dadri, Haryana (Indien), sodass beide auf Felder stürzten. Alle 349 Insassen beider Maschinen kamen dabei ums Leben. 
Grund war menschliches Versagen seitens der Air Kazakhstan-Piloten, welche die Anweisungen und Warnungen der örtlichen Flugsicherung, die – wie international üblich – in Englisch erfolgten, nicht verstanden. Dies war und ist bislang die folgenschwerste Kollision in der Luft in der zivilen Luftfahrt und der drittschwerste Flugunfall überhaupt (siehe auch Kazakhstan-Airlines-Flug 1907).[2]